# Miasteczko, które bało się zmierzchu
Miasteczko, które bało się zmierzchu (ang. The Town That Dreaded Sundown) – amerykański film fabularny z 2014 roku, określony jako meta-sequel horroru o tym samym tytule z 1976. Przez inne źródła uznawany za remake filmu. Obraz nakręcono niskim budżetem, paradokumentalną metodą cinéma-vérité, podobnie jak pierwowzór. Film wyprodukowany został przez Ryana Murphy’ego, a wyreżyserowany przez Alfonso Gomeza-Rejona; obaj znani byli dotychczas z pracy telewizyjnej. The Town That Dreaded Sundown to jeden z ostatnich projektów, w które zaangażował się aktor Ed Lauter, zmarły w październiku 2013. Premiera filmu odbyła się 20 września 2014 podczas festiwalu Fantastic Fest w Austin. Odbiór obrazu przez krytyków był pozytywny.

## Fabuła
W Texarkanie dochodzi do brutalnych morderstw. Teksańscy strażnicy oraz szeryf miasta Arkansas podejrzewają, że za inspirację do zbrodni posłużył horror z lat siedemdziesiątych, The Town That Dreaded Sundown. Jami – niedoszła ofiara grasującego zabójcy – jest innego zdania. Delikatna nastolatka, prowadząca indywidualne dochodzenie, ma własne teorie na temat tożsamości zbrodniarza i nieśmiało dąży do zdemaskowania podejrzanego.

## Obsada
- Addison Timlin – Jami Lerner
- Spencer Treat Clark – Corey Holland
- Ed Lauter – szeryf Underwood
- Veronica Cartwright – Lillian, babcia Jami
- Gary Cole – podkomendant Tillman
- Anthony Anderson – Morales
- Joshua Leonard – zastępca szeryfa Foster
- Edward Herrmann – wielebny Cartwright
- Denis O’Hare – Charles Pierce Jr.
- Wes Chatham – Danny
- Charles B. Pierce – mężczyzna w jadłodajni (rola cameo)
- Danielle Harris – mieszkanka miasta (cameo)

## Wydanie filmu
Światowa premiera The Town That Dreaded Sundown nastąpiła 20 września 2014 roku; film wyświetlono wówczas w trakcie 10. dorocznego festiwalu Fantastic Fest w Austin w Teksasie. 4 października projekt zaprezentowano uczestnikom konwentu Beyond Fest w Los Angeles. 14 października horror miał swoją premierę w Wielkiej Brytanii, gdzie został częścią Londyńskiego Festiwalu Filmowego. Dwa dni później zyskał ograniczoną dystrybucję kinową na terenie Stanów Zjednoczonych, a 17 października został udostępniony klientom serwisów typu VOD. 23 października 2014 obraz wyświetlono podczas festiwalu Toronto After Dark. Dystrybutorami filmu były firmy Orion Pictures oraz Blumhouse Productions; po nabyciu Oriona przez Metro-Goldwyn-Mayer działalność wytwórni na wiele lat została zawieszona. W Polsce film wyświetlany był podczas 16. edycji festiwalu T-Mobile Nowe Horyzonty w 2015 roku.

## Opinie
Zdaniem redaktora witryny hisnameisdeath.com, The Town That Dreaded Sundown to jeden z dwudziestu najlepszych horrorów 2014 roku.

### Recenzje
Krytycy filmowi pozytywnie ocenili horror. Agregujący recenzje filmowe serwis Rotten Tomatoes, w oparciu o siedemdziesiąt dwa omówienia, okazał obrazowi 78-procentowe wsparcie. Albert Nowicki (filmweb.pl) uznał, że „Town That Dreaded Sundown to horror nakręcony według bardzo interesującej definicji, film dumny ze swojej inności”.

## Nagrody i wyróżnienia
- 2014, Toronto After Dark Film Festival:
  - Nagroda Widownia w kategorii najlepsze zdjęcia (wyróżniony: Michael Goi)[13]
- 2014, Fright Meter Awards:
  - nominacja do nagrody Fright Meter w kategorii najlepsze zdjęcia[14]
- 2015, iHorror Awards:
  - nominacja do nagrody iHorror w kategorii najlepszy remake lub sequel (Alfonso Gomez-Rejon)[13]